# Miljöetik
Miljöetik en är en tillämpning av etiken på miljöns områden. Miljöetiken kan anta många former; preferensutilitaristen Peter Singer står för en form, rättighetsetikern Tom Regan för ytterligare en form. Miljöetik i en radikal form har av norrmannen Arne Næss kallats djupekologi.

## Djupekologi
Djupekologin går att motivera med teologiska argument. Gud har skapat jorden och dess arter (genom evolution eller direkt) och det är fel av människan att ändra vad gud har gjort. Att hävda att vi människor inte ska ingripa i evolutionen för att vi inte kan förutse konsekvenserna är inte i linje med djupekologin då detta argument ger miljön ett instrumentellt värde. Kanske kan man i Gaia-hypotesens anda hävda att biosfären är en organism, men detta påstående har en tveksam vetenskapliga karaktär. Det estetiska argumentet är kanske djupekologins starkaste. Problemet blir dock då hur långt man kan driva det. 
Har skönhet ett värde om ingen kan erfara det? Detta är djupekologins metafysik och den är problematisk. Har arter ett värde som är skilt från de enskilda individernas värde? Djupekologin skulle hävda det. Hur många människoliv är ett berg eller en bit regnskog värd? Ger djupekologin någon ledning i dessa frågor, och i så fall någon rimlig ledning?

## Problem
Miljöetik finns i olika former. Men centralt för miljöetiken är att människan inte sätts i centrum, utan naturen och självutveckling är det som prioriteras. Norrmannen Arne Næss som är grundaren till djupekologi, även känt som ekosofi, anser att varje varelse har ett värde som den har rätt att uppnå.
Miljöetiken är aktuellt i dagens samhälle då miljön diskuteras ständigt och vi försöker finna lösningar för att förbättra miljön. Vissa personer anser att det är respektlöst att inte ta sitt ansvar gentemot naturen och resten av jordens mänsklighet då det gäller att leva på ett mer miljövänligt sätt. Medan vissa andra anser att det är ett stort problem, som inte ligger i våra händer och att det som sker är naturens gång eller ödet.